# Walter Edward Dandy

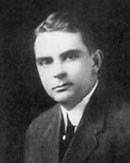
Walter Edward Dandy (ca. 1915)

Walter Edward Dandy (* 6. April 1886 in Sedalia, Missouri; † 19. April 1946 in Baltimore) war ein US-amerikanischer Neurochirurg und Neurowissenschaftler. Er gilt als Mitbegründer der modernen Neurochirurgie. Zu seinen wichtigen Neuerungen und Erfindungen gehören die Beschreibung des Liquorkreislaufs im Gehirn, die chirurgische Behandlung des Hydrocephalus, Entdeckung und Einführung der Pneumoencephalographie der Liquorräume in der Diagnostik der intrakraniellen Raumforderungen, erste Operation eines intrakraniellen Aneurysmas und damit die Geburt der cerebrovaskulären Neurochirurgie.

## Leben und Werk
Walter Dandy wurde am 6. April 1886 als Sohn eines Eisenbahningenieurs in Sedalia (Missouri) in den USA geboren. Seine Eltern waren aus England eingewandert. In Sedalia verbrachte Dandy auch seine Schulzeit, seine Collegezeit verbrachte er an der University of Missouri. Auf Grund seiner Leistungen wurde ihm ein Rhodes-Stipendium zugesprochen, das ihm ein kostenloses Studium an der Oxford University ermöglicht hätte. Dandy nahm das Stipendium aber nicht an, weil er Medizin studieren wollte, die damals in Oxford nicht vertreten war. Mit Unterstützung des Zoologen Curtis, in dessen Laboratorium er gearbeitet hatte, ging Dandy 1907 an die Johns Hopkins Medical School in Baltimore. Nach bestandenem Staatsexamen (1910) ging er an das Hunterian Laboratory für tierexperimentelle Chirurgie.
Hier kam er erstmals mit dem Neurochirurgen Harvey Cushing in Berührung. Auf Anregung von Cushing untersuchte er die Blutversorgung der Hypophyse. 1911 wurde er intern und kam auf die chirurgische Abteilung, wo er auch als assistant resident und ab 1916 als resident blieb. 1918 ließ er sich als Allgemeinchirurg nieder. Im selben Jahr begann Dandy im „Johns Hopkins Hospital“ (Baltimore) als Chirurg, später als Neurochirurg, zu arbeiten, wo er bis zu seinem Tode 1946 blieb. Im Jahr 1932 wurde er zum Mitglied der Leopoldina gewählt.
Schon als „assistant resident“ hatte sich Dandy Liquorstudien zugewandt; 1913 veröffentlichte er seine ersten Arbeiten über Hydrocephalus und den Liquorkreislauf. Dandy konnte erweisen, dass erstens die Liquorproduktion durch den Plexus chorioideus erfolgte und zweitens der Liquor nicht in den Hirnventrikeln resorbiert wird. Er konnte an der Leiche zeigen, dass bei jedem Fall von idiopathischem Hydrocephalus ein Passagehindernis nachzuweisen war. Er machte den Unterschied zwischen obstruierendem („occlusus“) und kommunizierendem („communicans“) Hydrocephalus. Bei kommunizierendem Hydrocephalus konnte Dandy durch operative Exstirpation des Plexus chorioideus Abhilfe schaffen. Diese Untersuchungen stellten auch die Grundlagen für die Entdeckung und die Anwendung der Encephalographie nach spinaler Lufteinführung (als lumbale Luftenzephalographie), über die Dandy 1918 berichtete, und der cerebralen Ventrikulographie für die Diagnose der Hirntumoren dar, womit die große Zeit der Neurochirurgie begann. Im Jahr 1925 gab Dandy auch erste Erfahrungen mit der Luftmyelographie bekannt.

### Die Ventrikulographie
Die Einführung der zerebralen Ventrikulographie als Luftenzephalographie im Jahr 1918 durch Dandy geschah nach langen Untersuchungen und Überlegungen. Zur Kontrastierung der Hirnventrikel hatte Dandy erst in vielen Versuchen verschiedene Substanzen (Röntgenkontrastmittel) wie Thorium, Iodide, Collargol, Bismutum subnitricum versucht; alle hatten sich aber als zu stark reizend erwiesen. Auf den Gedanken, Luft als Kontrastmittel zu verwenden, kam er, nachdem er ein spontan aufgetretenes Pneumoperitoneum nach Darmperforation gesehen hatte, bei dem die Luft, die sich unter dem Zwerchfell angesammelt hatte, im Röntgenbild einen sehr deutlichen Kontrast zeigte. Bei seinen enzephalographischen Studien erwiesen sich Luftdarstellungen jedoch als zu kontrastschwach. Die 1918 von Dandy entwickelte Ventrikulographie gestattete nun, einen Hydrocephalus und die Lage eines Hirntumors so genau zu bestimmen, dass er bei der Operation gefunden werden musste. Dandy wandte sich fast ausschließlich der Hirnchirurgie zu.
Ein von Dandy 1922 entwickeltes Ventrikuloskop zur Inspektion der Liquorräume wurde von J. E. Scraff 1937 verbessert und später modifiziert, fand aber keine allgemeine Verbreitung.

### Beiträge zur Neurochirurgie
Die erste Arbeit über die Behandlung von Hirntumoren veröffentlichte Dandy im Jahre 1921. Im selben Jahr beschrieb er seine Operationsmethode bei Zirbeldrüsentumoren. Im Jahr 1922 konnte er über die operative Entfernung von Tumoren im dritten Ventrikel berichten. Im selben Jahr erschien seine Arbeit über die operative Behandlung von Hypophysentumoren. Seine Untersuchungen über die Nerven- und Gefäßversorgung der Hypophyse aus dem Jahre 1910 wurden durch tierexperimentelle Arbeiten ergänzt.
Von den weiteren Beiträgen, die Dandy zur Neurochirurgie lieferte, seien die folgenden herausgegriffen:
- Die Akustikustumoren wurden zuerst von Dandy radikal operiert.
- 1937 glückte es Dandy als erstem, ein Aneurysma des Circulus Willisi zu diagnostizieren und operativ zu beseitigen.
- Entfernung von infiltrativ wachsenden Hirntumoren (Gliomen) durch weitgehende Resektionen von Hirnlappen, bis zur Entfernung einer ganzen Hirnhemisphäre (Hemisphärektomie).
- Operative Behandlung bei Bandscheibenvorfällen.
- Neurotomie (Nervendurchtrennung) der sensiblen Wurzel des Nervus trigeminus bei Trigeminusneuralgie.

## Veröffentlichungen (Auswahl)
- Ventriculography following the Injection of Air into the Cerebral Ventricles. In: Ann Surg 68:5, 1918
- Localization or Elimination of Cerebral Tumors by Ventriculography. In: Surg Gyn. 30:329, 1920
- The Treatment of Brain Tumors. In: JAMA 77:1853, 1921
- Operation for Totalextirpation of Tumors in the Cerebello-Pontine Angle. In: Johns Hopkins Hosp Bull., 33:344, 1922
- Diagnosis, Localization and Removal of Tumor of the Third Ventricle. In: Johns Hopkins Hosp Bull., 33:188, 1922
- Removal of right cerebral hemisphere for certain tumors with hemiplegia. In: JAMA. Band 90, 1928, S. 823 ff.
- Mechanisms and Symptoms of Tumors of the Third Ventricle and Pineal Body. Williams & Wilkins Co., Baltimore 1929
- Surgery of the Brain. W.F. Prior Co. Inc., Hagerstown 1936 (auch in Lewis’s Practice of Surgery, ebenda 1932); deutsche Übersetzung: Hirnchirurgie. Herausgegeben und übersetzt von Köbcke H. Leipzig, J. A. Barth 1938
- Recent Advances in the Diagnosis and Treatment of Ruptured Intervertebral Discs. In: Ann Surg., 115:514, 1942
- Intracranial Arterial Aneurysma. Comstock Publ. Co., Ithaca, N.Y. 1944
- Dandy's Selected Writings compiled by Charles E. Troland and Frank J. Otenasek. Springfield, Oxford, Toronto 1957

## Dazugehörige Eponyme
- Dandy-Operationen:

1. Parapontine, partielle oder totale Neurotomie der dorsalen (sensiblen) Trigeminuswurzel in der hinteren Schädelgrube bei Trigeminusneuralgie.
2. Ventrikulo(zisterno)stomie der III. Hirnkammer bei nicht-kommunizierendem Hydrocephalus internus.
3. Geschlossene Koagulation des Plexus chorioideus des Seitenventrikels bei hypersekretorischem Hydrocephalus.
4. Intradurale Neurotomie der vorderen Wurzeln C1 – C3 und der spinalen Akzessoriuswurzel bei Torticollis spasticus.
5. Entfernung eines prolabierten Bandscheibensequesters.
- Dandy-Zeichen: Exazerbation einer Ischialgie durch Husten, Schnäuzen, Niesen als Zeichen der diskogenen Ischias-Irritation.
- Dandy-Syndrom: Stauchungs- bzw. Klopfschmerz mit Irradiation ins Segment bei Wirbelsäulenveränderungen[6]
- Dandy-Walker-Syndrom: Variante des Dysraphie-Syndroms mit angeborenem Hydrocephalus, zystischer Erweiterung des IV. Ventrikels, Atresie des Foramen Magendi und mangelhafter Ausbildung des Kleinhirnwurms.